# 后藤棘口吸虫
后藤棘口吸虫（学名：Echinostoma gotoi）为棘口科棘口属的动物。分布于日本以及中国大陆的吉林等地，营寄生生活，宿主小咀鸦（日本）、鹤（日本）、褐家鼠（吉林）、Rattus norvegius（日本）以及寄生于肠。

## 外部連結
- 寄生蟲學-Nematoda(線蟲)-Echinostoma spp.(棘口吸蟲)（页面存档备份，存于）